# پلی‌نوکلئوتید

نمونه‌ای از دی‌ان‌ای پلی‌نوکلئوتید

پلی‌نوکلئوتید زیست‌پلیمری با ۱۳ مونومر نوکلئوتیدی یا بیشتر است که به صورت کووالانسی در یک زنجیره با هم پیوند دارند. دی‌ان‌ای (دئوکسی‌ریبونوکلئیک اسید) و آران‌ای (ریبونوکلئیک اسید) نمونه‌هایی از پلی‌نوکلئوتیدها با عملکرد زیست‌شناختی مشخص هستند. دی‌ان‌ای دو زنجیره پلی‌نوکلئوتیدی مارپیچ شکل و آران‌ای یک زنجیره پلی‌نوکلئوتیدی مارپیچ شکل دارد.

## توالی
اگرچه دی‌ان‌ای و آران‌ای به‌طور کلی در یک پلی‌نوکلئوتید وجود ندارند، چهار گونه نوکلئوتید ممکن است به هر ترتیبی در زنجیره وجود داشته باشند. توالی گونه‌های دی‌ان‌ای یا آران‌ای برای یک پلی‌نوکلئوتید معین، عامل اصلی تعیین‌کننده عملکرد آن در یک جاندار یا آزمایش علمی است.

## پلی نوکلئوتیدها در جانداران
پلی نوکلئوتیدها به‌طور طبیعی در همه جانداران یافت می‌شوند. ژنوم یک جاندار از پلی‌نوکلئوتیدهایی بسیار طولانی دارای جفت‌های مکمل که به شکل یک مارپیچ دوتایی به دور یکدیگر پیچیده شده‌اند، تشکیل شده‌است. پلی‌نوکلئوتیدها نقش‌های دیگری نیز در جانداران دارند.

## پلی‌نوکلئوتیدها در آزمایش‌های علمی
از پلی‌نوکلئوتیدها در آزمایش‌های بیوشیمیایی مانند واکنش زنجیره‌ای پلیمراز (PCR) یا تعیین توالی دی‌ان‌ای استفاده می‌شود. پلی‌نوکلئوتیدهای ساختگی از اولیگونوکلئوتیدها، زنجیره‌های نوکلئوتیدی کوچک‌تر با کمتر از ۳۰ زیرواحد ساخته می‌شوند. دانمشمندان برای گسترش زنجیره طبق الگوی مشخص شده، نوکلئوتیدها را به کمک یک آنزیم پلیمراز به زنجیره می‌افزایند.

## چگالش پری‌بیوتیک نوکلئوبازها با ریبوز
برای درک چگونگی پیدایش زندگی، به دانش مسیرهای شیمیایی نیاز است که شکل‌گیری بخش‌های کلیدی ساختار زندگی را در شرایط شرایط پربیوتیک امکان‌پذیر می‌سازند. برپایهٔ فرضیه دنیای آران‌ای، ریبونوکلئوتیدهای شناور آزاد در سوپ نخستین وجود داشتند. آن‌ها مولکول‌های بنیادینی بودند که مجموعه‌وار با یکدیگر ترکیب شدند و آران‌ای را تشکیل دادند. مولکول‌هایی به پیچیدگی آران‌ای باید از مولکول‌های کوچکی پدید آمده باشند که واکنش‌پذیری آنها توسط فرآیندهای فیزیکی و شیمیایی کنترل می‌شود. آران‌ای از نوکلئوتیدهای پورین و پیریمیدین تشکیل شده‌است که هر دو برای انتقال اطلاعات قابل اعتماد، انتخاب طبیعی داروینی و تکامل ضروری هستند. چگالش مستقیم نوکلئوبازها با ریبوز برای ایجاد ریبونوکلئوزیدها در ریز قطرات آبی نشان داد، گامی کلیدی برای تشکیل آران‌ای است. نتایج مشابهی با استفاده از چرخه‌های مرطوب-خشک توسط بکر و همکاران به دست آمد.